# 기념물

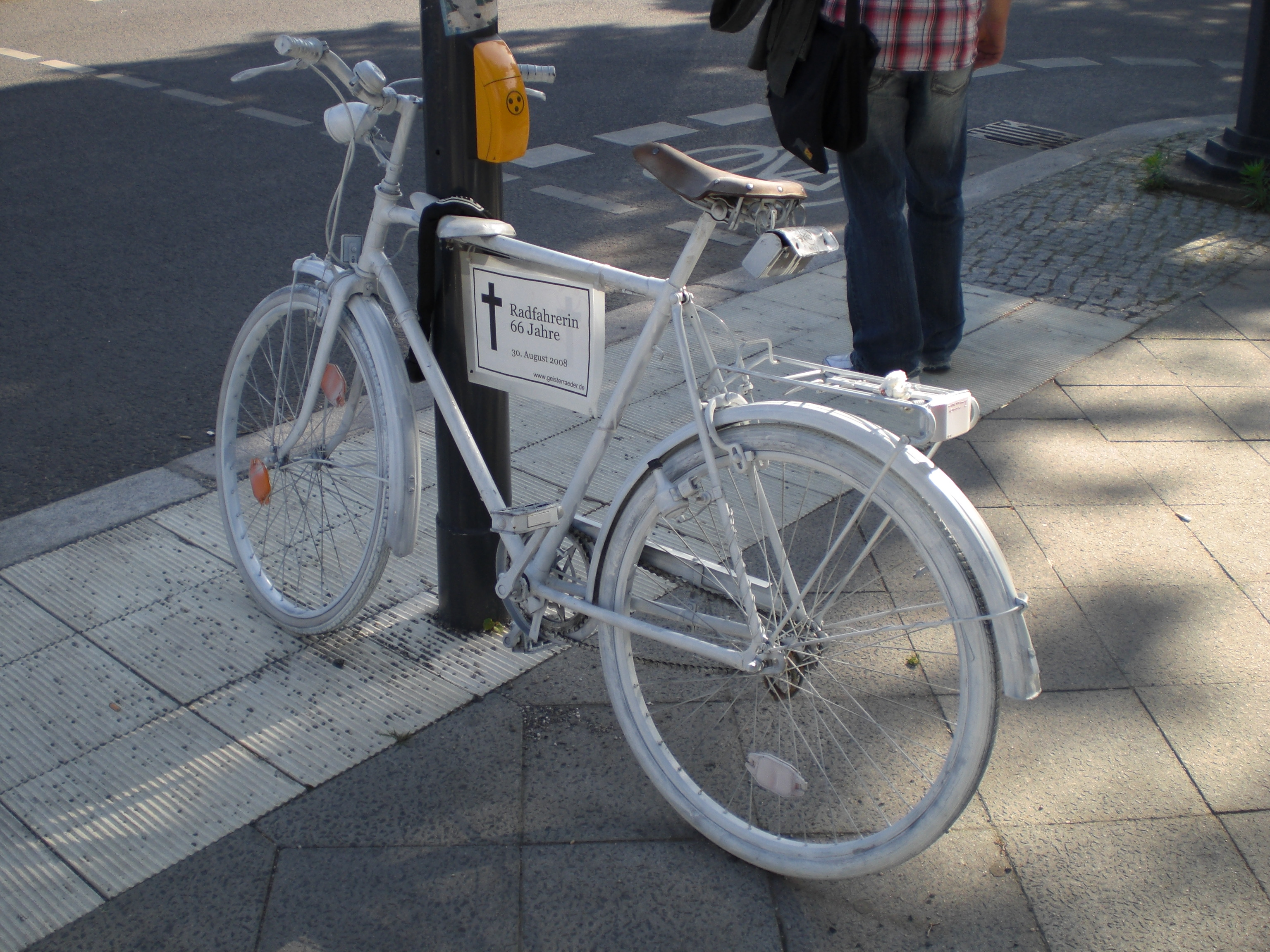
베를린의 고스트 바이크

기념물(紀念物)은 특정한 사람, 사건 등을 기념하기 위해 보존하는 물건이다.

## 같이 보기
- 기념건축물
- 국정 기념물
- 천연기념물